# Shemale

Shemale

Shemale (engelska, ungefär "honman") är en transsexuell person som har genomgått sådan hormonbehandling som sker inför en könskorrigerande operation för kvinnor. Personen har därför bröst och andra kvinnliga drag, men har kvar sin penis även om testiklar kan saknas.
Begreppet används främst inom porr och har troligen också myntats av porrindustrin.  Det kan ibland användas som skällsord, men en del använder begreppet om sig själva. I dessa fall kan begreppet beskriva en könsidentitet eller en person som inte planerar att genomgå underlivsoperation.